# Fondation Lalla Salma - Prévention et traitement des cancers
 (septembre 2014).
Si vous disposez d'ouvrages ou d'articles de référence ou si vous connaissez des sites web de qualité traitant du thème abordé ici, merci de compléter l'article en donnant les références utiles à sa vérifiabilité et en les liant à la section « Notes et références ».
La Fondation — dite aussi Association — Lalla Salma de lutte contre le cancer, couramment nommée Fondation Lalla Salma, est une association marocaine créée le 6 septembre 2005 par la princesse Lalla Salma  et reconnue d'utilité publique.
Organisation non gouvernementale, l'ALSC a pour missions la prévention et la promotion des dépistages des cancers, l'accompagnement des personnes malades et de leurs proches et le soutien au corps médical et la recherche clinique et opérationnelle, et l'aide et l'assistance à la création de centres d'oncologie et à leur équipement.

## Programmes
Prévention et sensibilisation : Informer le grand public constitue un des axes stratégiques prioritaires de la Fondation Lalla Salma
La lutte contre le tabac et le programme Collèges et Lycées sans tabac : Ce programme vise à :
- la prévention à l’initiation du tabagisme,
- la protection des non-fumeurs,
- le soutien et l’accompagnement pour l’arrêt de la consommation de tabac.